# Тежки крайцери тип „Нортхамптън“
Нортхамптън (на английски: Northampton) са типтежки крайцери на ВМС на САЩ. Всичко от проекта са построени 6 единици: „Нортхамптън“ (на английски: USS Northampton (CA-26)), „Честър“ (на английски: USS Chester (CA-27)), „Луисвил“ (на английски: USS Louisville (CA-28)), „Чикаго“ (на английски: USS Chicago (CA-29)), „Хюстън“ (на английски: USS Houston (CA-30)) и „Аугуста“ (на английски: USS Augusta (CA-31)). Развитие на крайцерите от типа „Пенсакола“.

## История на създаването
Типа „Нортхамптън“ е подобрена версия на типа „Пенсакола“, с изменено разположение на самолетите. Първите три кораба са приспособени за ролята на флагмански – с помещения и средства за свръзка за щаб на ескадра. Трите следващи имат възможност за ролята на флагмани на флотилии..
Както и прототипът, „Нортхамптън“ се строят в рамките на ограниченията на Вашингтонския договор, т.е. стандартната водоизместимост не може да надвишава 10 160 t (10 000 английски тона). Проектната водоизместимост при тях съставлява 9779 дълги тона (+ 221 д.т. резерва до 10 000 д.т.). Резервът не е изразходван. Има даже недонатоварване от около 500 тона. Една от причините за това е, че 37 mm автомати на Колт не са довършени и не се поставят на корабите. Схемата за разполагане на главния калибър е изменена на 3х3, т.е. общият брой на стволовете е намален до 9.
Шестте кораба на типа се строят в пет различни корабостроителници. Благодарение на това общото време за построяването им е минимално. Всички те са заложени през 1928 г., и въведени в строй към 1931 г. Общата стойност на договорите възлиза на 50 милиона долара.
Изходния проект има два 3-тръбни 533 mm торпедни апарата. Преди началото на войната в Тихия океан торпедното въоръжение е свалено.
Предвидено е да носят от 4 до 6 хидросамолета-разузнавача. Части за сглобяване на още четири се съхраняват в хангара. Към края на войната броят самолети на борда е съкратен до 1 – 2.

## Конструкция
Корабът има конструкция полубачен тип, с достигаща до бордовете кърмова надстройка, в която е поместен хангара. Седловатостта на палубата е неголяма (под 1% от дължината). Клиперски форщевен, вертикален борд без развал, закръглена завалена кърма.
Носовата надстройка е в района на среза на полубака. Средната част на горната палуба е свободна от надстройки с цел поместването на катапултите за самолетите. Благодарение на това корабът има характерен „двугърб“ силует (на английски: „camel“).
В кърмовата част на надстройките са треногите фокмачта и гротмачта, съответно. На топа на фокмачтата е характерният сигнално-далекомерен пост във вид на затворена рубка.

### Въоръжение
Разположението на главния калибър е линейно-терасовидно, в три 3-оръдейни кули Mk 14 (2 на носа, 1 на кърмата). Спомагателният калибър е разположен побордно в района на кърмовата надстройка.
Съгласно проекта, универсалната артилерия на корабите се състои от четири 127-мм оръдия Mk 13 L/25 на установки Mk 19. Те стрелят с унитарни боеприпаси, масата на патрона съставлява 36,4 кг, на снаряда 24,4 кг, с начална скорост 643 м/с, далечина на стрелбата около 13 000 м, а на вертикалната 8000 м, скорострелност до 14 изстрела в минута, диапазон на ъглите на насочване от −15° до 85°.
Планирано е да се поставят 37-мм автомати, но фирмата „Колт“ не успява да се справи с разработката на 37-мм автомат. В резултат на това крайцерите получават осем 12,7 мм картечници Браунинг.

### Енергетична установка
В състава на силовата установка влизат осем водотръбни котли конструкция на Уайт-Форстър, произведени от фирмата Babcock & Wilcox Co. Схемата за разполагане на установката е ешелона. Котлите произвеждат пара с работно налягане от 21,1 кГ/см².
Парата от котлите захранва четири нискооборотни турбини тип Parsons с едностепенни редуктори, с обща мощност от 107 000 к.с., които трябва да осигурят ход 32,5 възела. Масата на силовата установка съставя 1945 д. тона. Нормалният запас гориво съставя 1417 д. тона, а пълният – 2125 д. тона мазут. Проектната далечина на плаване съставлява 10 000 морски мили на 15-възлов ход. „Луисвил“, през 1945 г., на ход от 15 възела може да измине 7280 мили, а при скорост 20 възела – 5250 мили.
Крайцерите имат два турбогенератора с мощност по 250 кВт и два по 200 кВт.

## Модернизации
На неголеми промени за времето на войната е подложено зенитното въоръжение. Поставяни са и са заменяни последователно 12,7 mm, 28 mm, 20 mm и 40 mm автомати.
Поставени са следните радари: за откриване (тип CXAM), за управление на огъня (FC), за управление на огъня на кулите на главния калибър (Mk 31).
По време на войната водоизместимостта нараства до 10 464 дълги тона (стандартна) и 13 910 д.т. (пълна). След всички военни модернизации зенитното въоръжение съставлява шест четирицевни 40 mm автомата и 28 единични 20 mm.
Серията е планирана за изключване от списъците на флота към 1946 г., но са съхранени, а през 1952 г. са разглеждани варианти за модернизация.

## История на службата
| Име                       | Название          | Корабостроителница                               | Дата на залагане     | Дата на спускане    | Влизане в строй   | Забележки                                         |
| ------------------------- | ----------------- | ------------------------------------------------ | -------------------- | ------------------- | ----------------- | ------------------------------------------------- |
| „USS Northampton (CA-26)“ | CA-26 Northampton | Bethlehem Steel Corporation, Fore River Shipyard | 14 април 1928 г.     | 5 септември 1929 г. | 17 май 1930 г.    |                                                   |
| „USS Chester (CA-27)“     | CA-27 Chester     | New York Shipbuilding Corporation                | 6 март 1928 г.       | 3 юли 1929 г.       | 24 юни 1930 г.    |                                                   |
| „USS Louisville (CA-28)“  | CA-28 Louisville  | Puget Sound Navy Yard                            | 4 юли 1928 г.        | 1 септември 1930 г. | 15 януари 1931 г. | Предаден за скрап и и разкомплектован             |
| „USS Chicago (CA-29)“     | CA-29 Chicago     | Mare Island Naval Shipyard                       | 10 септември 1928 г. | 10 април 1930 г.    | 9 март 1931 г.    | Потопен на 29 януари 1943 г.                      |
| „USS Houston (CA-30)“     | CA-30 Houston     | Newport News Shipbuilding and Dry Dock Company   | 1 май 1928 г.        | 7 септември 1929 г. | 17 юни 1930 г.    | Потопен на 1 март 1942 г. в боя в Зондски пролив. |
| „USS Augusta (CA-31)“     | CA-31 Augusta     | Newport News Shipbuilding and Dry Dock Company   | 2 юли 1928 г.        | 1 февруари 1930 г.  | 30 януари 1931 г. |                                                   |

## Оценка на проекта
Съвършено неочаквано една конструкторска грешка се оказва плюс. Корабите се оказват недонатоварени, но именно това позволява безболезнено да се поставят по-мощна зенитна артилерия с нови системи за управление на огъня. Даже не се налага да се намалява броя на кулите на главния калибър, както са принудени да направят британците.

## Коментари
1. ↑  Всички данни са приведени по състояние към 1941 г.
2. ↑  Буквите показват принадлежността към определен класː ВВ – линкор, СС, CL, СА – съответно линеен, лек или тежък крайцер, CV – самолетоносач, DD – разрушител, SS – подводница и т.н.